# Луден (Німеччина)
Луден (нім. Luhden) — громада в Німеччині, розташована в землі Нижня Саксонія. Входить до складу району Шаумбург. Складова частина об'єднання громад Айльзен.
Площа — 4,35 км2. Населення становить 1112 ос. (станом на 31 грудня 2021).